# アレックス・ヨーク
アレックス・ヨーク（英: Alex York）は、アメリカ合衆国のシンガーソングライター、著者。英語および日本語での歌手・執筆活動を行う。

## 略歴

### 生い立ち
アメリカ合衆国ニューヨーク州ニューヨーク市マンハッタン区に生まれた。幼少期から日本に対する深い関心を持ち、独学で日本語を学び始め、作詞作曲も日本語で手掛けるようになる。イェール大学で日本文学を専攻。古典文学も含め日本語を極めた。ニューヨーク市在住。

### 音楽活動
ヨークは精力に満ち溢れた劇場風のライブパフォーマンスで知られ、バンドのサポートメンバーも含め、非常にカラフルな衣装を纏うことでも知られている。
「常に日本からのインスピレーションを受けている」「伝統芸能のお面、着物、日本刀等からヒントを得ている。あたかも演劇の登場人物のような新しいスタイルを楽しんでもらいたい」と彼は言っている。
2010年11月のタイムアウトニューヨーク誌上で、「未来のロックスター」の評価を受ける。
2011年にアルバム「Tokyo Heartbreak」をリリース。同名のタイトルナンバー曲が 2011 Hollywood Music in Media award for Pop Song of the Year にノミネート。
同年にニューヨークで開催されたCMJ Music Marathon & Film Festivalに出演。毎年ニュージャージー州で3日間に渡り行われるミュージックフェスティバルであるThe Bamboozleにも出演。フェスティバルは約200組のアーティストが出演し、観客動員数は10万人近くに達した。
ヨークは『スター・レッジャー』誌のレビュー記事で、「赤丸急上昇中」「渾身の力で表現するグラムポップ」「熱狂的なファンを獲得」と大絶賛された。
2010年の開始以来、インスタグラムフォロワー数80,000、ツイッターフォロワー数60,000、フェイスブックファン数90,000を集めている。ユーチューブでは、2012年2月現在、日本から最もチャンネル登録されているミュージシャン部門第43位。
ヨークは活動利益の20パーセントを東日本大震災の被災者宛に募金することを発表し、現在も続いている。 
2012年、シングル「Change」をリリース。歌詞は主に日本語で、彼の想いであるできる限り早い震災からの復興を綴っている。ミュージックビデオは、2013年1月現在、YouTubeで75万回以上視聴されている。 「Change」がiTunes Japanポップス部門では19位、Amazon Japanポップス部門では2位にランクイン。
日本テレビのバラエティ番組『1億人の大質問!?笑ってコラえて!』にて、「人気急上昇」「NYで話題の若手アーティスト」として紹介された。
同年、ヨークの日本旅行体験を基に作られた曲「American Boy」をリリース。iTunes Japanポップス部門では８位、Amazon Japanポップス部門では1位を独占した。「American Boy」のミュージックビデオは、2013年12月現在、200万回以上視聴されている。
同年9月に駐日アメリカ合衆国大使公邸にて開催された、アメリカ合衆国連邦政府及び米日カウンシル主催の「TOMODACHI サマー2012セレブレーション」にて、式典の最後を飾るパフォーマンスを日本語と英語両方で披露した。
2013年1月現在、ヨークは ReverbNation の New York pop charts で第9位にランクされている。
2013年のHollywood Music in Media Awards (HMMA)では、彼の楽曲、ロック・バラード「I Don't Care」が優秀オルタナティヴ・ロックに、更に、ダンス・ポップのナンバー「Push and Pull」が優秀ポップスにと、2曲同時ノミネート。

### 舞台活動
ニューヨークの有名クラブ Copacabana で行われた、ミュージカル「ヘアー」の共同制作者であり、伝説的な脚本家である James Rado の80歳の誕生日記念イベントで、ヨークは Rado の最新作「American Soldier」からの抜粋を演じる役者の一人に選ばれた。

### リポーター活動
2012年7月からフジサンケイグループのフジサンケイ・コミュニケーションズ・インターナショナルが在米日本人向けにアメリカで放送するニュース・情報番組『FCIモーニングEYE』と『FCI News Catch!』で、リポーターとしてレギュラー出演中。音楽、観光、グルメ情報などを紹介している。 ヨークの楽曲がBGMとして使用されている。

## ディスコグラフィー

### アルバム
- Tokyo Heartbreak (2011年11月14日)

### シングル
- "American Boy" (2012年)
- "Change" (2012年)
- "Tokyo Heartbreak" (2011年)